# Channichthys panticapaei
Channichthys panticapaei är en fiskart som beskrevs av Shandikov, 1995. Channichthys panticapaei ingår i släktet Channichthys och familjen Channichthyidae. Inga underarter finns listade i Catalogue of Life.